# Айяры
Айяры или аййару́н (араб. عيارون‎ — «бродяги») — нерегулярные вооружённые формирования на средневековом Ближнем Востоке и Средней Азии, аналог народных дружин. Арабские историки той эпохи называли айярами всех возмутителей общественного порядка в городах, не учитывая их принадлежность к каким-либо организациям.
Группы айяров формировались из городской бедноты ближневосточными правителями для поддержания порядка в смутные времена. Со временем амбиции и стремление к независимости побуждали айяров к захвату власти в нестабильных регионах. Так, в 861 году лидер одной из групп айяров Якуб ибн Лейс захватил город Зарандж и в последующие годы подчинил себе весь Систан, основав там государство во главе с династией Саффаридов. Якуб ибн Лейс продолжил расширять границы своих владений, положил конец правлению Тахиридов и решил взять сам Багдад, но потерпел поражение от тюркских генералов на подступах к столице Халифата и умер через несколько лет.